# Gastón Campi
Gastón Matías Campi (Lanús, 6 aprile 1991) è un calciatore argentino, difensore del Barcelona SC.

## Caratteristiche tecniche
È un difensore centrale che può giocare come mediano a copertura della difesa.

## Palmarès

### Club

#### Competizioni nazionali
- Campionato argentino: 1

Racing Club: 2014
- Coppa di Turchia: 1

Trazbonspor: 2019-2020